# Coupe du monde de saut à ski 2008-2009
Navigation
Édition précédente Édition suivante
La coupe du monde de saut à ski 2009 a été la 30e édition de la coupe du monde de saut à ski, compétition de saut à ski organisée annuellement. Elle s'est déroulée du 27 novembre 2008 au 22 mars 2009 comprenant la Tournée des quatre tremplins. La saison a débuté en Finlande dans la station de Kuusamo, elle a fait étape au cours de la saison en Allemagne (Oberstdorf, Garmisch-Partenkirchen, Willigen, Klingenthal), en Autriche (Innsbruck, Bischofshofen, Tauplitz), au Canada (Vancouver), en Finlande (Kuusamo, Lahti, Kuopio), en Italie (Pragelato), au Japon (Sapporo) en Norvège (Trondheim, Vikersund), en Pologne (Zakopane), en Slovénie (Planica) et en Suisse (Engelberg). L'étape à Vancouver a servi de répétition en vue des Jeux olympiques d'hiver de 2010 qui se dérouleront au Canada.

## Classement général
| Rang | Nom                   | Points |
| ---- | --------------------- | ------ |
| 1    | Gregor Schlierenzauer | 2083   |
| 2    | Simon Ammann          | 1776   |
| 3    | Wolfgang Loitzl       | 1396   |
| 4    | Harri Olli            | 974    |
| 5    | Dmitri Vassiliev      | 845    |
| 6    | Martin Schmitt        | 829    |
| 7    | Thomas Morgenstern    | 795    |
| 8    | Anders Jacobsen       | 661    |
| 9    | Martin Koch           | 601    |
| 10   | Anders Bardal         | 598    |

| Rang | Pays      | Points |
| ---- | --------- | ------ |
| 1    | Autriche  | 7331   |
| 2    | Finlande  | 4270   |
| 3    | Norvège   | 4175   |
| 4    | Allemagne | 3134   |
| 5    | Suisse    | 2337   |
| 6    | Russie    | 2295   |
| 7    | Japon     | 2094   |
| 8    | Pologne   | 1574   |
| 9    | Slovénie  | 1319   |
| 10   | Tchéquie  | 1048   |

## Calendrier

### Hommes
| Date             | Lieu          | Épreuve | Vainqueur                                                                             | Deuxième                                                                              | Troisième                                                                             |
| 29 novembre 2008 | Kuusamo       | HS142   | Simon Ammann                                                                          | Wolfgang Loitzl                                                                       | Gregor Schlierenzauer                                                                 |
| 29 novembre 2008 | Kuusamo       | HS142   | Finlande - Ville Larinto - Kalle Keituri - Harri Olli - Matti Hautamäki               | Autriche - Wolfgang Loitzl - Martin Koch - Gregor Schlierenzauer - Thomas Morgenstern | Allemagne - Felix Schoft - Michael Uhrmann - Martin Schmitt - Michael Neumayer        |
| 6 décembre 2008  | Trondheim     | HS131   | Gregor Schlierenzauer                                                                 | Ville Larinto                                                                         | Anders Jacobsen                                                                       |
| 7 décembre 2008  | Trondheim     | HS131   | Simon Ammann                                                                          | Matti Hautamäki                                                                       | Gregor Schlierenzauer                                                                 |
| 13 décembre 2008 | Pragelato     | HS140   | Simon Ammann                                                                          | Gregor Schlierenzauer                                                                 | Ville Larinto                                                                         |
| 14 décembre 2008 | Pragelato     | HS140   | Fumihisa Yumoto                                                                       | Simon Ammann                                                                          | Johan Remen Evensen                                                                   |
| 20 décembre 2008 | Engelberg     | HS137   | Simon Ammann                                                                          | Wolfgang Loitzl                                                                       | Gregor Schlierenzauer                                                                 |
| 21 décembre 2008 | Engelberg     | HS137   | Gregor Schlierenzauer                                                                 | Wolfgang Loitzl                                                                       | Simon Ammann                                                                          |
| 29 décembre 2008 | Oberstdorf    | HS137   | Simon Ammann                                                                          | Wolfgang Loitzl                                                                       | Dmitri Vassiliev                                                                      |
| 1er janvier 2009 | Garmisch      | HS140   | Wolfgang Loitzl                                                                       | Simon Ammann                                                                          | Harri Olli                                                                            |
| 4 janvier 2009   | Innsbruck     | HS130   | Wolfgang Loitzl                                                                       | Gregor Schlierenzauer                                                                 | Martin Schmitt                                                                        |
| 6 janvier 2009   | Bischofshofen | HS140   | Wolfgang Loitzl                                                                       | Simon Ammann                                                                          | Dmitri Vassiliev                                                                      |
| 10 janvier 2009  | Tauplitz      | HS200   | Gregor Schlierenzauer                                                                 | Simon Ammann                                                                          | Martin Koch                                                                           |
| 11 janvier 2009  | Tauplitz      | HS200   | Gregor Schlierenzauer                                                                 | Harri Olli                                                                            | Simon Ammann                                                                          |
| 16 janvier 2009  | Zakopane      | HS134   | Wolfgang Loitzl                                                                       | Gregor Schlierenzauer                                                                 | Martin Schmitt                                                                        |
| 17 janvier 2009  | Zakopane      | HS134   | Gregor Schlierenzauer                                                                 | Wolfgang Loitzl                                                                       | Simon Ammann                                                                          |
| 24 janvier 2009  | Vancouver     | HS140   | Gregor Schlierenzauer                                                                 | Wolfgang Loitzl                                                                       | Matti Hautamäki                                                                       |
| 25 janvier 2009  | Vancouver     | HS140   | Gregor Schlierenzauer                                                                 | Thomas Morgenstern                                                                    | Ville Larinto                                                                         |
| 31 janvier 2009  | Sapporo       | HS134   | Gregor Schlierenzauer                                                                 | Thomas Morgenstern                                                                    | Wolfgang Loitzl                                                                       |
| 1er février 2009 | Sapporo       | HS134   | annulé                                                                                | annulé                                                                                | annulé                                                                                |
| 7 février 2009   | Willigen      | HS145   | Autriche - Thomas Morgenstern - Markus Eggenhofer - Andreas Kofler - Wolfgang Loitzl  | Norvège - Roar Ljøkelsøy - Tom Hilde - Anders Bardal - Anders Jacobsen                | Finlande - Ville Larinto - Kalle Keituri - Matti Hautamäki - Harri Olli               |
| 8 février 2009   | Willigen      | HS145   | Gregor Schlierenzauer                                                                 | Simon Ammann                                                                          | Noriaki Kasai                                                                         |
| 11 février 2009  | Klingenthal   | HS140   | Gregor Schlierenzauer                                                                 | Anders Jacobsen                                                                       | Wolfgang Loitzl                                                                       |
| 14 février 2009  | Oberstdorf    | HS213   | Harri Olli                                                                            | Anders Jacobsen                                                                       | Johan Remen Evensen                                                                   |
| 15 février 2009  | Oberstdorf    | HS213   | Finlande - Kalle Keituri - Juha-Matti Ruuskanen - Matti Hautamäki - Harri Olli        | Russie - Denis Kornilov - Pavel Karelin - Ilja Rosliakov - Dmitri Vassiliev           | Autriche - Wolfgang Loitzl - Markus Eggenhofer - Andreas Kofler - Martin Koch         |
| 7 mars 2009      | Lahti         | HS130   | Autriche - Wolfgang Loitzl - Martin Koch - Thomas Morgenstern - Gregor Schlierenzauer | Finlande - Ville Larinto - Kalle Keituri - Harri Olli - Matti Hautamäki               | Norvège - Anders Bardal - Tom Hilde - Johan Remen Evensen - Anders Jacobsen           |
| 8 mars 2009      | Lahti         | HS97    | Gregor Schlierenzauer                                                                 | Simon Ammann                                                                          | Dmitri Vassiliev                                                                      |
| 10 mars 2009     | Kuopio        | HS127   | Takanobu Okabe                                                                        | Simon Ammann                                                                          | Adam Małysz                                                                           |
| 13 mars 2009     | Lillehammer   | HS138   | Harri Olli                                                                            | Dmitri Vassiliev                                                                      | Gregor Schlierenzauer                                                                 |
| 14 mars 2009     | Vikersund     | HS207   | Autriche - Martin Koch - Wolfgang Loitzl - Thomas Morgenstern - Gregor Schlierenzauer | Finlande - Matti Hautamäki - Kalle Keituri - Ville Larinto - Harri Olli               | Norvège - Johan Remen Evensen - Bjørn Einar Romøren - Anders Bardal - Anders Jacobsen |
| 15 mars 2009     | Vikersund     | HS207   | Gregor Schlierenzauer                                                                 | Simon Ammann                                                                          | Dmitri Vassiliev                                                                      |
| 20 mars 2009     | Planica       | HS215   | Gregor Schlierenzauer                                                                 | Adam Małysz                                                                           | Dmitri Vassiliev                                                                      |
| 21 mars 2009     | Planica       | HS215   | Norvège - Tom Hilde - Johan Remen Evensen - Anders Jacobsen - Anders Bardal           | Pologne - Kamil Stoch - Łukasz Rutkowski - Stefan Hula - Adam Małysz                  | Russie - Denis Kornilov - Pavel Karelin - Ilja Rosliakov - Dmitri Vassiliev           |
| 22 mars 2009     | Planica       | HS215   | Harri Olli                                                                            | Adam Małysz                                                                           | Simon Ammann Robert Kranjec                                                           |

## Bilan

### Chiffres télévisuels
La chaîne télévisuelle la plus regardée durant cette Coupe du monde 2008-2009 fut la chaîne polonaise TVP avec une audience cumulée de 260 millions de téléspectateurs. En revanche, en termes de part d'audience, c'est la chaîne norvégienne NRK qui détient en moyenne des heures de couverture des compétitions près de 52,8 % de part d'audience en Norvège.
L'épreuve la plus suivie dans un pays donnée fut l'épreuve du tremplin de Garmisch-Partenkirchen le 1er janvier 2009 où la chaîne allemande ARD atteint 5,8 millions de téléspectateurs.

### Nombre de spectateurs
Sur l'ensemble des épreuves, ce sont près de 670 000 spectateurs qui se sont déplacés sur les épreuves.

### Total des gains
Sur l'ensemble de la saison, le total des gains (hors sponsors) est dominé par l'Autrichien Gregor Schlierenzauer avec un total de gains de 524 500 francs suisses suivi de Simon Ammann et Wolfgang Loitzl. 1 € = 1,526123 CHE
| Rang | Nom                   | Total des gains       |
| ---- | --------------------- | --------------------- |
| 1    | Gregor Schlierenzauer | 524 500 CHF 343 681 € |
| 2    | Simon Ammann          | 334 000 CHF 218 855 € |
| 3    | Wolfgang Loitzl       | 274 000 CHF 179 539 € |
| 4    | Harri Olli            | 172 600 CHF 113 097 € |
| 5    | Dmitri Vassiliev      | 95 000 CHF 62 249 €   |